# Адам Загаєвський
Адам Загаєвський (пол. Adam Zagajewski; 21 червня 1945, Львів — 21 березня 2021, Краків) — польський поет, прозаїк, есеїст «покоління 1968 року» («нової хвилі»).

## Біографія
Народився Адам Загаєвський у Львові 21 червня 1945 року. Батько — інженер-винахідник Тадеуш Загаєвський. Разом з іншими поляками, вигнаними після Другої світової війни зі Львова, його родина в 1945 році прибула до Гливиць, де він закінчив середню школу. Навчався в Ягайлонському університеті на факультеті психології та філософії.
Пов'язаний з поетичним рухом Нової хвилі в Кракові. Він був викладачем філософії (офіційно функціонував у тодішніх програмах університетів як прелюдію до марксизму-ленінізму) у Гірничо-металургійній академії імені Станіслава Сташиця у Кракові.
Входив до літературної групи «Teraz» (Сьогодні). Після підписання «Листа 59-ти» в 1975 році йому було заборонено друкувати. У 1978 році він підписав засновуючу декларацію Товариства наукових курсів і був її викладачем. З 1981 року жив у Парижі, а з 2002 року постійно перебував у Кракові. Член редакції журналу «Zeszyty Literackie»(Літературні зошити). Лауреат премії Віленіці в 1996 році та премії Аденауер у 2002 році. Член Польської асоціації письменників. Читав лекції у віршованих семінарах у Літературно-художній школі в Ягайлонському університеті. Також читав лекції в Комітеті соціальної думки в Чиказькому університеті та як запрошений професор Університету Г'юстона.
Він став членом почесного комітету, який підтримував Броніслава Коморовського перед президентськими виборами у Польщі у 2015 році.
Помер 21 березня 2021 року в Кракові.

## Відзнаки
Один з найвідоміших польських поетів у світі. Вірші, проза та есеї Загаєвського перекладені англійською, французькою, німецькою, іспанською, каталонською, шведською, словацькою та іншими мовами. Він — лауреат Берлінського премії, премії Курта Тухольського (1985), Премії Віленіци (1996), премії Т.Транстремера (2000), премії Аденауера (2002), Нейштадтської літературної премії (2004) та багатьох інших нагород. Йому присуджено Бронзовий Хрест Заслуги. Почесний доктор Ягеллонського університету (2012). Лауреат Премії принцеси Астурійської в галузі літератури (2017).

### Вірші
- Komunikat (1972)
- Sklepy mięsne (1975)
- List. Oda do wielości (Париж, 1983)
- Jechać do Lwowa (Лондон, 1985)
- Płótno (Париж, 1990)
- Ziemia ognista (1994)
- Trzej aniołowie (1998)
- Pragnienie (1999)
- Powrót (2003)
- Anteny (2005)
- Niewidzialna ręka (2009)

### Прозові твори
- Ciepło, zimno (1975)
- Słuch absolutny (1979)
- Cienka kreska (1978)

### Есе
- Świat nieprzedstawiony (1974, с Ю.Корнхаузером)
- Drugi oddech (1978)
- Solidarność i samotność (Париж, 1986)
- Dwa miasta (Париж-Краков, 1991)
- W cudzym pięknie (1998)
- Obrona żarliwości (2002)
- Poeta rozmawia z filozofem (2007)
- Lekka przesada (2011)